# Peter Nordell
Peter Nordell (* 30. August 1966 im DuPage County) ist ein ehemaliger Ruderer aus den Vereinigten Staaten, der 1987 Weltmeister mit dem Achter war. 

## Karriere
1987 startete der US-Achter bei den Weltmeisterschaften in Nottingham in der Besetzung Michael Teti, Jon Smith, Ted Patton, Michael Still, Peter Nordell, Jeffrey McLaughlin, Douglas Burden, John Pescatore und Steuermann Seth Bauer. Der US-Achter gewann das Finale mit drei Sekunden Vorsprung auf das Boot aus der DDR, dahinter erhielten die Italiener Bronze. Das Boot aus der Bundesrepublik Deutschland belegte den sechsten Platz. Im Jahr darauf siegte bei den Olympischen Spielen 1988 in Seoul der Deutschland-Achter mit fast zwei Sekunden Vorsprung auf das Boot aus der Sowjetunion. Der US-Achter gewann mit 25 Hundertstelsekunden Rückstand auf das Boot aus der UdSSR die Bronzemedaille, wobei gegenüber dem Vorjahr nur John Rusher für Michael Still ins Boot gerückt war. 
Der 1,98 m große Nordell graduierte 1988 an der Yale University und besuchte danach die Kellogg School of Management. Ab 1993 bis 2005 war er in Technologie-Firmen tätig. 2005 war er Mitgründer von NextSlide Imaging, einer Softwarefirma für Medizinprodukte.